# Via Alfieri
Via Vittorio Alfieri si trova a Firenze, da piazza d'Azeglio al piazzale Donatello.

## Storia
Il quartiere attorno a piazza d'Azeglio, già a ridosso delle mura, venne edificato dopo il 1865, al tempo di Firenze capitale, per accogliere in palazzine, villini e casamenti l'accresciuta popolazione della città. Molte strade della zona sono dedicate agli scrittori dell'Ottocento, spesso residenti, per un certo periodo, a Firenze. Non fa eccezione Vittorio Alfieri, che in città ebbe una tormentata storia d'amore con la contessa d'Albany Luisa di Stolberg-Gedern, moglie di Charles Edward Stuart; visse sul Lungarno Corsini e vi morì nel 1803, venendo sepolto in Santa Croce, in un monumento del Canova. La denominazione fu deliberata dalla giunta comunale nel 1868, anno che può essere preso come riferimento anche per datare la realizzazione del suo tracciato e l'erezione dei primi villini della zona, collegato com'è alla realizzazione dei viali, all'urbanizzazione della stessa piazza d'Azeglio e al rinnovamento del quartiere della Mattonaia, secondo il piano regolatore interno della città redatto dall'ingegnere del Comune Luigi Del Sarto.

## Descrizione
Parzialmente aperta al traffico veicolare (dai viali verso la piazza, con una porta a controllo telematico di accesso alla Z.T.L.), presenta carreggiata e marciapiedi asfaltati. La sosta è consentita da ambo i lati. Scarso il traffico pedonale, ravvivato però dalla presenza dell'outlet di un noto negozio di abbigliamento del centro.

### Edifici
| Immagine | N°     | Nome              | Descrizione |
| -------- | ------ | ----------------- | --- |
|          | 2      | Villino           | L'edificio presenta i tipici caratteri del villino tardo ottocentesco, a due piani con mezzanino organizzati su tre assi, il mediano segnato dal portone e il piano terreno con intonaci lavorati a finti filari di pietra. A distinguere la costruzione dalle tante simili del periodo è una fascia decorativa che corre parallela all'ultimo ordine di finestre, con monocromi che uniscono modelli cinquecenteschi a temi prettamente tardo ottocenteschi, quali i bambini colti in vari atteggiamenti giocosi. In termini molto simili i caratteri descritti si ritrovano nel villino della stessa via Alfieri al n. 6. |
|          | 5      | Palazzo Carcasson | L'edificio è riconducibile a un progetto dell'ingegnere Enrico Carcasson, che l'avrebbe eretta nel 1903 quale propria residenza. Attualmente, restaurata e ulteriormente valorizzata, è sede del Centro Direzionale Alfieri. |
|          | 6      | Villino           | L'edificio ha caratteristiche analoghe a quello che determina la cantonata su piazza d'Azeglio 1. |
|          | 18     | Villino           | Si tratta di una palazzina di pregio, sviluppata su tre piani per cinque assi, secondo un disegno proprio dell'ultimo quarto dell'Ottocento. Nella sua storia vanta l'aver ospitato negli ultimi anni della sua vita (1883-1885) sir James Hudson, collezionista, mercante-amatore, ministro plenipotenziario della Gran Bretagna presso la corte di Torino tra il 1852 e il 1863, amico di Camillo Benso conte di Cavour e grande estimatore della città di Firenze (si veda la memoria posta in facciata dal Comune già trascritta e commentata da Francesco Bigazzi), che in città operava quale presidente della Florence Land and Public Works Company, società di capitalisti inglesi. Attualmente l'edificio è adibito ad albergo.                                                          |
|          | 13-15  | Palazzo           | Palazzina tardo ottocentesca, ha il prospetto organizzato su tre assi per due piani più un mezzanino sottotetto. Il disegno d'insieme si adegua ai modelli più diffusi che vedono il balcone a coronare il portone d'ingresso e le finestre del piano nobile proporre ai lati dei timpani triangolari, al centro un timpano curvilineo. |
|          | 14     | Casamento         | Si tratta di una palazzina moderna, eretta in luogo di un villino ottocentesco che aveva il pregio di aver dato alloggio, tra il 1878 e il 1883, al pittore e giornalista americano William James Stillman e a sua moglie, la pittrice inglese Marie Euphrosyne Spartali, nota per essere stata una delle modelle più amate dai pittori preraffaelliti. |
|          | 17- 19 | Villino           | L'edificio, posto d'angolo, per quanto riconducibile alla tipologia del villino borghese e privo all'esterno di elementi di distinzione, contribuisce a definire il carattere tardo ottocentesco del piazzale Donatello e ad introdurre alla via Vittorio Alfieri, ugualmente definitasi negli anni di Firenze Capitale. Si sviluppa su due piani per tre assi su ambedue i prospetti, con l'unica variante di presentare il portone d'ingresso sulla via e il balcone (solitamente realizzato in corrispondenza dell'entrata) sull'asse centrale del fronte che guarda al piazzale. Il piccolo androne è impreziosito da una volta con garbate decorazioni a grottesche. |
|          | 26-28  | Palazzina         | Si tratta di una palazzina ottocentesca di notevoli dimensioni, ben curata, posta d'angolo tra la via e il viale, con uno smusso che consente a un asse di finestre di guardare in direzione del piazzale Donatello. I due prospetti principali si sviluppano ugualmente su tre piani per cinque assi (più serrati quelli che guardano al viale), con i tre centrali che al piano nobile presentano incorniciature con un fastigio ad arco racchiudente teste di leone. Per quanto di limitata estensione è lo smusso ad essere stato arricchito di balcone, a conferma del pregio al tempo riservato alle vedute sul piazzale e quindi sulla collinetta del Cimitero degli inglesi. Sia sul portone sia sul finestrone di accesso al balcone sono due scudi, con arme diverse e non identificate. |

### Lapidi
Sulla parete esterna del villino al n.8 si trova una memoria dedicata a sir James Hudson, collezionista, mercante-amatore, ministro plenipotenziario della Gran Bretagna presso la corte di Torino tra il 1852 e il 1865 e grande estimatore della città di Firenze (si veda la memoria posta in facciata dal Comune già trascritta e commentata da Francesco Bigazzi), che in città operava quale presidente della "Florence Land and Public Works Company", società di capitalisti inglesi:
| SULLA CASA ABITATA DA SIR JAMES HUDSON INGLESE DI NASCITA ITALIANO DI CUORE PRESSO LA CORTE DI TORINO DAL 1852 AL 1865 MINISTRO DELLA GRAN BRETAGNA NEI PROPOSITI NELLE IMPRESE NEI TRIONFI POLITICI AL CONTE DI CAVOUR AMICO FIDATO COOPERATORE EFFICACE OSPITE PER VENTI ANNI DI FIRENZE DOVE MORENDO VOLLE ESSERE SEPOLTO IL COMUNE INTERPRETE DELLA GRATITUDINE NAZIONALE CON DELIBERAZIONE SOLENNE DEL 17 DICEMBRE 1885 Q. M. P. |

## Note

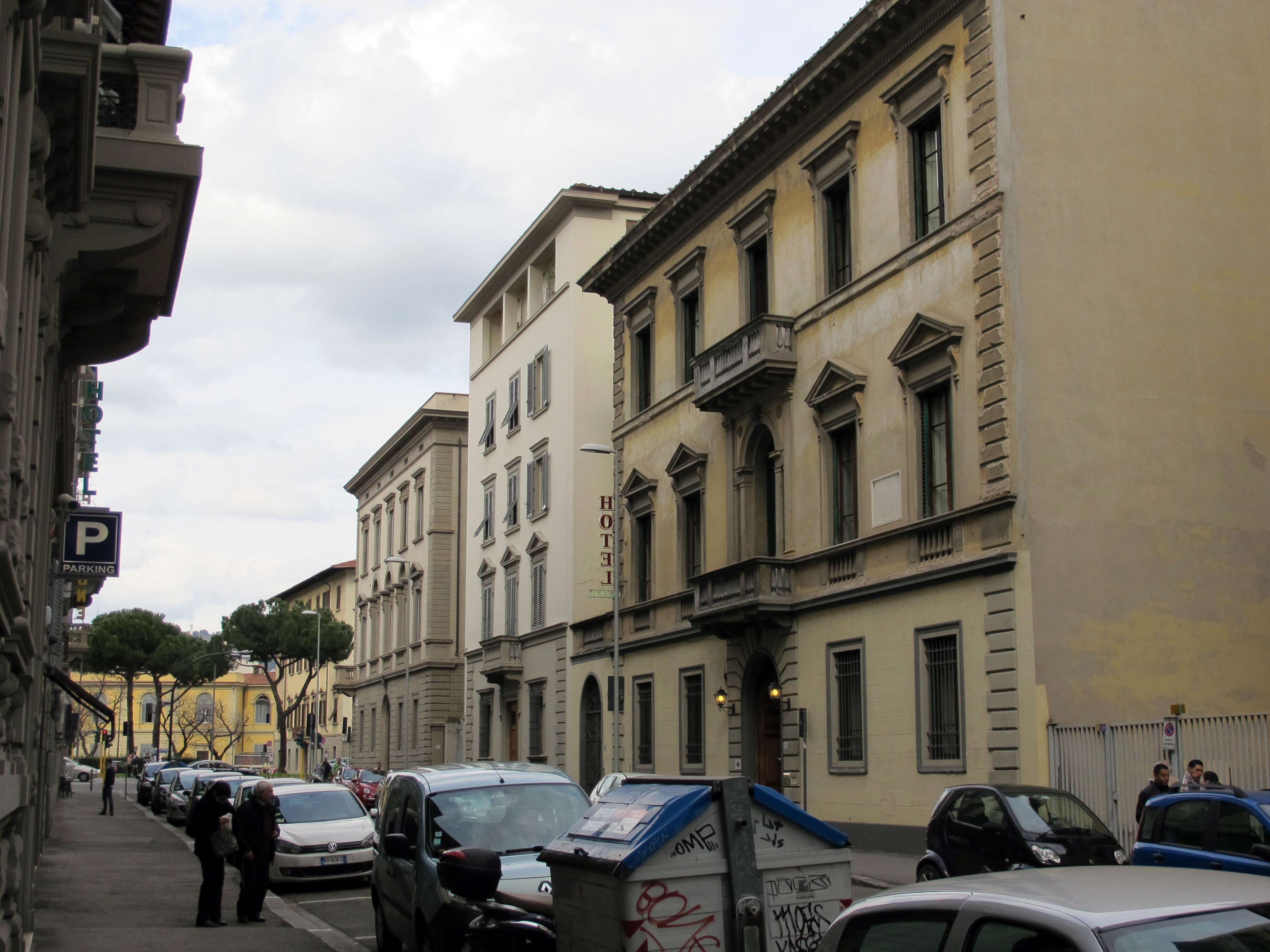
Veduta dalla vicina piazza d'Azeglio